# Marsopa sense aleta
La marsopa sense aleta o marsopa negra (Neophocaena phocaenoides) és una de les set espècies de marsopes. A les aigües de voltants del Japó, al límit septentrional de la seva distribució, és conegut com a sunameri. Una població d'aigua dolça que viu al riu Iang-tsé (Xina) hi és coneguda com a jiangzhu, o 'porc de riu'. S'alimenta principalment de peixos, gambes i cefalòpodes.